# Dvanáct opic
Dvanáct opic nebo 12 opic (v anglickém originále 12 Monkeys nebo Twelve Monkeys) je sci-fi film USA z roku 1995 o cestování v čase, který natočil Terry Gilliam (bývalý člen komediální skupiny Monty Python). Na začátku filmu je uvedeno, že je inspirován jiným kinematografickým počinem – krátkým sci-fi filmem Chrise Markera z roku 1962 s názvem Rampa (francouzsky La jetée).

## Děj
Vězeň James Cole (Bruce Willis) je poslán z postapokalyptického roku 2035 do minulosti, aby prozkoumal okolnosti vzniku virové epidemie. V letech 1996–1997 na Zemi vypukne virová epidemie, za kterou má stát organizace „Armáda dvanácti opic“. Zahyne pět miliard lidí, přežije pouze 1 % populace, které se musí uchýlit pod zem. Cole má v minulosti zjistit, kde epidemie vznikla, a najít nějaké stopy, aby vědci z budoucnosti mohli vypracovat protilátku. Výměnou za dobré služby je mu slíbeno prominutí zbytku trestu. Omylem se ale dostane do roku 1990, je dezorientovaný a okamžitě je převezen do psychiatrické léčebny, kde se seznámí s psychiatričkou Kathryn Raillyovou (Madeleine Stowe) a pacientem Jeffreym Goinesem (Brad Pitt), synem slavného virologa dr. Goinese. Často se mu zdává sen o letišti, v němž figuruje světlovlasá žena. Dr. Raillyové je Cole povědomý, ale nemůže si vzpomenout, odkud jej zná.
I když v první misi Cole selhal (nic nezjistil), dostane druhou šanci a je poslán do roku 1996. Omylem se opět ocitá jinde, v roce 1917 na bojišti první světové války (kde je vyfocen a postřelen). Poté už je konečně správně v roce 1996, kde se opět setkává s Kathryn. Když se situace začíná vyvíjet přesně tak, jak je podle budoucnosti očekáváno, Cole si začíná myslet, že je duševně nemocný a že se mu to celé zdá. V roce 1996 je nadšen z čerstvého vzduchu a volnosti, věcí, kterých se v roce 2035 nedostává.
James s sebou vezme Kathryn jako rukojmí a společně pátrají po „Armádě dvanácti opic“, radikálním ekologickém hnutí. Kathryn se s Colem postupně sbližuje a i když mu zpočátku nevěří (jeho výpovědi jsou tak fantaskní), podle skutečných důkazů zjistí, že mluví pravdu (je na fotografii z roku 1917, v noze má kulku z první světové války, když byl postřelen a pak se přenesl do roku 1996).
Za „Armádou dvanácti opic“ ve skutečnosti stojí Jeffrey, který dokonce unese vlastního otce, pracujícího ve výzkumném ústavu ve virové laboratoři. James neví, zda tuto shodu nezpůsobil sám, když vlivem uklidňujících prostředků v roce 1990 mluvil před Jefreym o virech.
„Armáda dvanácti opic“ se ale ukáže jako neškodná, vypustí pouze z klecí zoologické zahrady zvířata. Skutečným šiřitelem viru je dr. Peters, asistent dr. Goinese. Ten v průběhu týdne plánuje rozšířit virus po celém světě, má letenky do těchto měst: San Francisco (USA), New Orleans (USA), Rio de Janeiro (Brazílie), Řím (Itálie), Kinshasa (Demokratická republika Kongo), Karáčí (Pákistán), Bangkok (Thajsko) a Peking (Čína). James Cole se ho na popud Kathryn snaží zastavit (Kathryn si uvědomila, že on je původcem nebezpečí), přičemž je těžce postřelen letištní ochrankou. Umírá v náručí Kathryn s vědomím, že světlovlasá žena v jeho snech byla ona. Kathryn se rozhlédne a spatří malého chlapce, jak celou scénu upřeně pozoruje. Pozná, že je to malý James Cole. Peters nasedá do letadla a už mu nic nebrání v jeho úmyslu rozšířit smrtelný virus v lidnatých městech většiny kontinentů. V letadle si sedne vedle Jonesové, která sem byla vyslána z budoucnosti, aby získala vzorek originálního viru a mohla tak být vyvinuta účinná protilátka.

## Citáty
„Zavolat si? To snad ne, to je komunikace s vnějším světem, to se tady nesmí, ne. Podívej, kdyby všichni tihle cvoci mohli telefonovat, tak by se šílenství mohlo šířit po telefonní lince přímo do uší těch příčetných, tam venku. Všichni by z toho zmagořili... Vážně duševně nemocných tu zas tolik není, ale to neznamená, že bys nemohl být cvok, magor až na půdu. Ale kvůli tomu tady nejsi. Jsi tu kvůli systému. Vidíš tu televizi? V tom to vězí. Tohle má být tvoje víra. Reklamy...Když nebudeš nakupovat toaletní papír, nový fára, mixéry do kuchyně, všechny možné druhy vibrátorů, poplašný zařízení, sluchátka implantovaný do mozku, šroubováky s vestavěným radarem...“ (Jeffrey Goines dělá přednášku v psychiatrickém zařízení Jamesi Coleovi)

## Zajímavosti

### Film ve filmu
Film, který na konci filmu Dvanáct opic James s Kathryn zhlédnou v kině, je Vertigo od Alfreda Hitchcocka. Je vidět scéna, ve které Scottie a Madeleine stojí v parku, Madeleine se dívá na letokruhy padlého stromu a rozpomíná se na události z minulého života: „Tady jsem se narodila… A tady jsem zemřela.“

### Cestování časem
Ve filmu je (na rozdíl od mnoha jiných sci-fi) použitý model cestování v čase, podle kterého není možné změnit cestou zpět v čase budoucnost (vše už se jednou stalo a změna není možná) – ti, kdo se o to pokusí, se jen složitě zapletou do okolností příběhu a nakonec zpravidla zjistí, že tím, že chtěli budoucnost změnit, vlastně mají podíl na jejím vzniku. Vše se nakonec stane právě takovým způsobem, jakým se to stalo.
Cole v Dvanácti opicích pronese větu: „Zabil jsem 5 miliard lidí.“ Tak tedy nese svoji vinu za rozšíření smrtícího viru tím, že tento nápad sdělil vůdci teroristické skupiny. Podobný model cestování v čase je použit např. také ve filmu Kate a Leopold nebo Minority Report, kde dojde k vraždě přesně podle předpovědi tzv. tušitelů.